# Gruetli-Laager
Gruetli-Laager – miasto w Stanach Zjednoczonych, w stanie Tennessee, w hrabstwie Grundy.